# Placówka (powieść)
Placówka – powieść Bolesława Prusa, która powstała w latach 1880–1886. Na jej specyfikę wpływ miały dwa kierunki: naturalizm i realizm. Głównymi wątkami dzieła są: kolonizacja niemiecka na ziemiach polskich, studium na temat życia chłopa w 2. połowie XIX wieku oraz jego walka  o utrzymanie ziemi.

## Powstawanie utworu i pierwsze wydanie
Pracę nad utworem Prus rozpoczął w 1880 r., pierwotnie tytułując go Nasza placówka, lecz szybko postanowił zaprzestać dalszego pisania na rzecz wnikliwych obserwacji życia wiejskiego, których dokonywał głównie w okolicach Nałęczowa. Do powieści pisarz powrócił dopiero w 1884 r.

Placówka ukazywała się w Wędrowcu od 19 marca 1885 do 20 maja 1886. Osobne wydanie książkowe ukazało się w 1886 r.

## Bohaterowie
Bohaterów Placówki można podzielić ze względu na warstwę społeczną, do której przynależeli:
- ziemiaństwo (dziedzic Władysław, jego żona i szwagier)
- duchowieństwo (proboszcz)
- chłopi (Józef Ślimak, Jagna Ślimakowa, Stasiek Ślimak, Jędrek Ślimak, Grzyb, Maciek Owczarz i inni)
- Żydzi (Josel, Jojna Niedoperz)
- Niemcy

## Kierunki, które wpłynęły na utwór

### Realizm
Realizm w utworze realizuje się poprzez:
- ukazanie pewnych problemów społecznych aktualnych w II połowie XIX wieku: kolonizacja niemiecka na ziemiach polskich, walka chłopa o utrzymanie tej ziemi, mierna kondycja egzystencji chłopa
- reprezentatywność społeczną i typowość bohaterów
- indywidualizację języka
- ukryty, obiektywny, wszechwiedzący narrator

### Naturalizm
Naturalizm w utworze realizuje się poprzez:
- szczegółowe ukazanie wpływu środowiska, dziedziczności, czasu i pór roku na życie bohaterów
- problem potrzeb fizjologicznych - strach przed głodem determinuje działania postaci
- zjawiska patologiczne: alkoholizm (Sobieska), choroby psychiczne (głupia Zośka), brak higieny i edukacji
- nieznaczny erotyzm w wizjach Maćka Owczarza

### Tendencyjność
Tendencyjność dostrzec można w zwichnięciu konstrukcji powieści i w zakończeniu utworu, gdzie zdarzenia przybierają niewiarygodne tempo i prowadzą do szczęśliwego finału.